# Benedicto Godoy Véizaga
Benedicto Godoy Véizaga (28 de juliol de 1924) és un exfutbolista bolivià.

## Selecció de Bolívia
Va formar part de l'equip bolivià a la Copa del Món de 1950. També participà en la Copa Amèrica de 1949.